# U-437
Unterseeboot 437 foi um submarino alemão do Tipo VIIC, pertencente a Kriegsmarine que atuou durante a Segunda Guerra Mundial.
O U-437 esteve em operação entre os anos de 1941 e 1944, realizando neste período 11 patrulhas de guerra, nas quais não afundou nenhuma embarcação aliada.
Foi danificado no dia 4 de outubro de 1944 por bombas britânicas em Bergen, Noruega.

## Comandantes
| Comandante           | Data                                           |
| -------------------- | ---------------------------------------------- |
| Werner-Karl Schulz   | 25 de outubro de 1941 - 20 de dezembro de 1942 |
| Kptlt. Hermann Lamby | 21 de dezembro de 1942 - 5 de outubro de 1944  |

## Subordinação
Durante o seu tempo de serviço, esteve subordinado às seguintes flotilhas:
| Período                                    | Flotilha                                  |
| ------------------------------------------ | ----------------------------------------- |
| 25 de outubro de 1941 - 1 de abril de 1942 | 6. Unterseebootsflottille (treinamento)   |
| 1 de abril de 1942 - 5 de outubro de 1944  | 6. Unterseebootsflottille (serviço ativo) |

## Operações conjuntas de ataque
O U-437 participou das seguinte operações de ataque combinado durante a sua carreira:
- Rudeltaktik Endrass (12 de junho de 1942 - 17 de junho de 1942)
- Rudeltaktik Blitz (22 de setembro de 1942 - 26 de setembro de 1942)
- Rudeltaktik Tiger (26 de setembro de 1942 - 30 de setembro de 1942)
- Rudeltaktik Luchs (1 de outubro de 1942 - 6 de outubro de 1942)
- Rudeltaktik Panther (6 de outubro de 1942 - 12 de outubro de 1942)
- Rudeltaktik Leopard (12 de outubro de 1942 - 19 de outubro de 1942)
- Rudeltaktik Veilchen (27 de outubro de 1942 - 4 de novembro de 1942)
- Rudeltaktik Robbe (16 de fevereiro de 1943 - 20 de fevereiro de 1943)
- Rudeltaktik Rossbach (6 de outubro de 1943 - 9 de outubro de 1943)
- Rudeltaktik Schlieffen (14 de outubro de 1943 - 22 de outubro de 1943)
- Rudeltaktik Siegfried (22 de outubro de 1943 - 27 de outubro de 1943)
- Rudeltaktik Siegfried 2 (27 de outubro de 1943 - 30 de outubro de 1943)
- Rudeltaktik Jahn (30 de outubro de 1943 - 2 de novembro de 1943)
- Rudeltaktik Igel 2 (15 de fevereiro de 1944 - 17 de fevereiro de 1944)
- Rudeltaktik Hai 1 (17 de fevereiro de 1944 - 22 de fevereiro de 1944)
- Rudeltaktik Preussen (22 de fevereiro de 1944 - 22 de março de 1944)